# Chiesa del Sacro Cuore di Gesù (Albino)
La chiesa del Sacro Cuore di Gesù è la parrocchiale di Casale frazione di Albino in provincia di Bergamo, facente parte del vicariato di Albino-Nembro.

## Storia
La cerimonia della posa della prima pietra nella località Casale avvenne il 20 maggio 1849 e già l'anno successivo veniva consacrata e intitolata al Sacro Cuore di Gesù. La chiesa era sussidiaria dell'antica abbazia benedettina di Vallalta di Albino. Raggiunse l'indipendenza e l'elevazione a parrocchia il 27 novembre con decreto del vescovo Giacomo Radini-Tedeschi, consacrazione che fu festeggiata al suo centesimo anniversario.
Nel 1915 la chiesa ebbe la consacrazione del nuovo altare dal vescovo di Bergamo Luigi Maria Marelli che dono le reliquie dei santi Alessandro di Bergamo, Innocente e Narno di Bergamo primo vescovo della diocesi che furono sigillate nel nuovo altare maggiore.
ann
Nella seconda metà del Novecento l'edificio fu oggetto di manutenzione e lavori di consolidamento. Venne posto il concerto di cinque campane prodotte dalla fonderia Angelo Ottolina di Bergamo con la nuova consacrazione il 5 aprile 1954 del vescovo Giuseppe Piazzi. Negli '80 del Novecento la zona presbiteriale venne ristrutturata seguendo le indicazioni del Concilio Vaticano II con la nuova pavimentazione.

## Descrizione

### Esterno
La chiesa del classico orientamento è lambita su tre lati dal sagrato con pavimentazione in sanpietrini di porfido. La facciata è tripartita da quattro lesene in blocchi di pietra complete da alta zoccolatura e capitelli che reggono l'aggettante cornice marcapiano da dove inizia l'ordine superiore. La sezione centrale è di maggiore delle due laterali e presenta centralmente il portale d'ingresso con contorni in pietra e architrave dove è indica la data di posa: “A.D.1875”.
La sezione superiore presenta un grande arco in pietra che parte dalle lesene inferiori centrali. Un grande rosone centrale con cornice sempre in pietra atto a illuminare l'aula. La facciata termina con la gronda molto sporgente che si raccorda con la parte inferiore con l'ampia gola completa di lunette in muratura.

### Interno
L'aula pianta rettangolare a navata unica si sviluppa su cinque campate divise da lesene in muratura che reggono la trabeazione e il cornicione che percorre tutto l'interno dove vi sono tre aperture lunettate e da dove parte la volta a botte. Le campate racchiudono altrettante cappelle di misura differenti, alcune leggermente sfondate altre di maggiore misura.
La zona presbiteriale a pianta quadrata, di misura leggermente inferiore, è preceduta dell'arco trionfale decorato è coperto da tazza circolare d'impianto su quattro arcata, e terminante con l'abside semicircolare affrescata. Le decorazioni dell'aula presentavano colori molto accesi che furono modificati nel 1971.